# Lev Koniús
Lev Koniús   (Moscou, 26 d'abril de 1871 - Cincinnati, 18 de gener de 1944), nom complet amb patronímic Lev Eduàrdovitx Koniús, rus: Лев Эдуардович Конюс, conegut a l'Europa occidental i als Estats Units com a Léon Conus, fou un pianista, professor de música i compositor francès i rus.

## Biografia
Lev Koniús era fill del pianista i professor Eduard Koniús (1827-1902) i germà dels també compositors Gueorgui Koniús i Iuli Koniús. Lev va estudiar composició amb els seus germans al Conservatori de Moscou, juntament amb Serguei Rakhmàninov, a la classe d'Anton Arenski, i després piano a la classe de Pàvel Pabst. Es va graduar al Conservatori el 1892. Va mantenir una relació d'amistat, fins al final de la seva vida, amb Rakhmàninov. També va ser amic proper de Nikolai Médtner i d'Aleksandr Scriabin: d'aquest últim va publicar un arranjament de la seva Tercera Simfonia (1905)per a piano a quatre mans i un altre del Poema de l’èxtasi (1908).
Entre el 1912 i el 1920 va ensenyar piano al Conservatori de Moscou. Entre els seus estudiants hi havia la seva segona esposa, Olga Koniús (nascuda Kovalévskaia; padrina de Medtner).
El 1920, aprofitant la ciutadania francesa heretada dels seus avantpassats, va deixar Rússia i es va establir a França, on es va convertir en un dels fundadors del conservatori rus a París. Allà tingué, entre els seus estudiants, la pianista Nina Milkina. A més, per invitació d'Isidor Philipp, va ensenyar a l'Escola Normal de Música de París.
El 1935, amb l'ajut de Rakhmàninov, es va traslladar als Estats Units i fins al final dels seus dies va viure i ensenyar al College of Music de Cincinnati (després de la seva mort, el seu lloc el va ocupar la seva dona, que també era pianista). El matrimoni Koniús va escriure el llibre de text "Fonaments de la tècnica del piano", en anglès Fundamentals of Piano Technique, que posteriorment es va reeditar diverses vegades.